# Leichtathletik-Weltmeisterschaften 2022/Teilnehmer (Barbados)
| Goldmedaillen | Silbermedaillen | Bronzemedaillen |
| ------------- | --------------- | --------------- |
| —             | —               | 1               |

Der Leichtathletikverband von Barbados nahm an den Leichtathletik-Weltmeisterschaften 2022 in Eugene mit einer Athletin und zwei Athleten teil.

## Medaillengewinnerin
| Medaille | Athletin      | Disziplin |
| -------- | ------------- | --------- |
| Bronze   | Sada Williams | 400 m     |

## Ergebnisse

### Männer

#### Laufdisziplinen
| Athlet           | Disziplin    | Vorlauf | Vorlauf | Halbfinale | Halbfinale | Finale | Finale |
| Athlet           | Disziplin    | Zeit    | Platz   | Zeit       | Platz      | Zeit   | Platz  |
| ---------------- | ------------ | ------- | ------- | ---------- | ---------- | ------ | ------ |
| Jonathan Jones   | 400 m        | 45,46   | 06      | 44,78      | 06         | 46,13  | 08     |
| Shane Brathwaite | 110 m Hürden | 13,47   | 13      | 13,21      | 05         | DQ     | DQ     |

### Frauen

#### Laufdisziplinen
| Athletin      | Disziplin | Vorlauf | Vorlauf | Halbfinale | Halbfinale | Finale     | Finale |
| Athletin      | Disziplin | Zeit    | Platz   | Zeit       | Platz      | Zeit       | Platz  |
| ------------- | --------- | ------- | ------- | ---------- | ---------- | ---------- | ------ |
| Sada Williams | 400 m     | 51,05 s | 05      | 50,12 s SB | 04         | 49,75 s NR | Bronze |